# 양신영
양신영(1990년 11월 8일~)은 대한민국의 여자 쇼트트랙 선수이다.

## 학력
- 분당고등학교
- 한국체육대학교 체육학과

## 수상 및 경력
- 2012년 제28회 회장배 전국남녀 쇼트트랙 스피드스케이팅대회 여자 대학부 500m 준우승
- 2011년 ISU 쇼트트랙 월드컵 6차 대회 여자 1500m 금메달
- 2011년 ISU 쇼트트랙 월드컵 6차 대회 여자 1000m 금메달
- 2011년 ISU 쇼트트랙 월드컵 5차 대회 여자 1000m 금메달
- 2011년 제7회 아스타나-알마티 동계아시안게임 쇼트트랙 여자 3000m 계주 은메달

## Weblinks
- 양신영 ISU (ST)
- 양신영 ISU  (SS)
- 양신영 Olympedia
- 양신영 shorttrackonline.info